# KOVO Cup (damer)
KOVO Cup är en volleybollturnering för damklubblag i Sydkorea. Tävlingen organiseras av KOVO, det sydkoreanska volleybollförbundet.

## Resultat per år
| Upplaga              | Upplaga               | Podium                                               | Podium                                                                | Podium                                               |
| Säsong               | Spelplats för finalen | Mästare                                              | Matchresultat                                                         | Finalist                                             |
| -------------------- | --------------------- | ---------------------------------------------------- | --------------------------------------------------------------------- | ---------------------------------------------------- |
| 2006 mer information | Yangsan               | Hyundai Green Fox                                    | 3 - 2 (21-25, 16-25, 25-17, 25-23, 15-13) 3 - 0 (25-18, 25-17, 26-24) | Korea Expressway Corporation Hi-Pass Volleyball Club |
| 2007 mer information | Masan                 | GS Caltex Seoul KIXX                                 | 3 - 0 (25-18, 25-18, 25-17)                                           | KGC Ginseng Corporation Pro VC                       |
| 2008 mer information | Yangsan               | KGC Ginseng Corporation Pro VC                       | 3 - 0 (25-18, 25-16, 25-18)                                           | Korea Expressway Corporation Hi-Pass Volleyball Club |
| 2009 mer information | Pusan                 | Tianjin                                              | 3 - 2 (20-25, 21-25, 26-24, 25-21, 15-11)                             | Hyundau Hillstate                                    |
| 2010 mer information | Suwon                 | Incheon Heungkuk Life Pink Spiders                   | 3 - 0 (25-21, 25-20, 25-20)                                           | Korea Expressway Corporation Hi-Pass Volleyball Club |
| 2011 mer information | Suwon                 | Korea Expressway Corporation Hi-Pass Volleyball Club | 3 - 2 (25-23, 21-25, 20-25, 25-19, 15-7)                              | KGC Ginseng Corporation Pro VC                       |
| 2012 mer information | Suwon                 | GS Caltex Seoul KIXX                                 | 3 - 1 (25-15, 25-12, 19-25, 28-26)                                    | Hwaseong IBK Altos                                   |
| 2013 mer information | Ansan                 | Hwaseong IBK Altos                                   | 3 - 0 (25-20, 25-13, 25-17)                                           | Hyundau Hillstate                                    |
| 2014 mer information | Ansan                 | Hyundau Hillstate                                    | 3 - 1 (25-20, 22-25, 29-27, 25-23)                                    | GS Caltex Seoul KIXX                                 |
| 2015 mer information | Cheongju              | Hwaseong IBK Altos                                   | 3 - 2 (21-25, 25-23, 23-25, 25-21, 15-11)                             | Hyundau Hillstate                                    |
| 2016 mer information | Cheongju              | Hwaseong IBK Altos                                   | 3 - 0 (25-21, 25-19, 25-16)                                           | KGC Ginseng Corporation Pro VC                       |
| 2017 mer information | Cheonan               | GS Caltex Seoul KIXX                                 | 3 - 1 (25-22, 17-25, 25-16, 25-22)                                    | Korea Expressway Corporation Hi-Pass Volleyball Club |
| 2018 mer information | Boryeong              | KGC Ginseng Corporation Pro VC                       | 3 - 2 (25-27, 25-22, 25-27, 31-29, 16-14)                             | GS Caltex Seoul KIXX                                 |
| 2019 mer information | Suncheon              | Hyundai Hillstate                                    | 3 - 2 (25-18, 25-18, 20-25, 23-25, 18-16)                             | KGC Ginseng Corporation Pro VC                       |
| 2020 mer information | Jecheon               | GS Caltex Seoul KIXX                                 | 3 - 0 (25-23, 28-26, 25-23)                                           | Incheon Heungkuk Life Pink Spiders                   |
| 2021 mer information | Jecheon               | Hyundai Hillstate                                    | 3 - 0 (25-23, 25-23, 28-26)                                           | GS Caltex Seoul KIXX                                 |

## Resultat per klubb
| Lag                                                  | Titlar | Vunna upplagor         |
| ---------------------------------------------------- | ------ | ---------------------- |
| GS Caltex Seoul KIXX                                 | 4      | 2007, 2012, 2017, 2020 |
| Hwaseong IBK Altos                                   | 3      | 2013, 2015, 2016       |
| Hyundau Hillstate                                    | 3      | 2006, 2014, 2019       |
| KGC Ginseng Corporation Pro VC                       | 2      | 2008, 2018             |
| Tianjin                                              | 1      | 2009                   |
| Incheon Heungkuk Life Pink Spiders                   | 1      | 2010                   |
| Korea Expressway Corporation Hi-Pass Volleyball Club | 1      | 2011                   |